# دستور تايلاند 2007
دستور تايلاند 2007 كان دستور التايلاند المفعل من عام 2007 إلى غاية عام 2014.
في 19 سبتمبر 2006، قامت القوات المسلحة الملكية التايلاندية بانقلاب ضد رئيس الوزراء آنذاك تاكسين شيناواترا، فألغت دستور تايلاند عام 1997 وشكلت مجلسًا عسكريًا يدعى مجلس الإصلاح الديمقراطي.
بعد ذلك، أصدر الملك بوميبول أدولياديج الدستور المؤقت لعام 2006 بناءً على نصيحة قائد مجلس الإنماء والإعمار الجنرال سونثي بونياراتجلين. أنشأ الدستور المؤقت مؤتمرا دستوريا أمره بصياغة دستور جديد قبل تقديم المشروع إلى الجمعية التشريعية الوطنية، وهي هيئة تشريعية تحل محل الجمعية الوطنية الملغاة من قبل مجلس الإنماء والإعمار. شكلت لجنة التنسيق الإدارية لجنة تأسيسية لإعداد المسودة. كانت اللجنة مؤلفة من 35 عضوًا، منهم 25 تم اختيارهم من قبل المؤتمر الدستوري لتايلاند، بينما تم اختيار 10 آخرين بناءً على مشورة مجلس الإنماء والإعمار.
بعد الموافقة على المشروع على التوالي من قبل الجمعية التشريعية الوطنية واالمؤتمر الدستوري، تم تنظيم استفتاء وطني من قبل لجنة الانتخابات في 19 أغسطس 2007، مما سمح للناس بالموافقة على المشروع بأكمله أو رفضه. صوت 56.69 في المائة من الناخبين لصالح المشروع مقابل رفض 41.37 في المائة وعزوف 1.94 في المائة. وقع الملك بوميبول أدولياديج عليه في 24 أغسطس 2007 ليدخل حيز التنفيذ فورا.
تم إدخال تعديلين على هذا الدستور في عام 2011. حيث خص التعديل الأول تكوين مجلس النواب. أما الثاني فقد نقح المعايير التي تحكم إبرام المعاهدات.
في 22 مايو 2014، قام المجلس العسكري المعروف باسم المجلس الوطني للسلام والنظام، بانقلاب ضد الحكومة المؤقتة وإلغاء الدستور الحالي، باستثناء الفصل الثاني المتعلق بالملك. تم إلغاء الدستور واستبداله بدستور مؤقت في 22 يوليو 2014.

## الدستور المؤقت
في 19 سبتمبر 2006، استولى المجلس العسكري على السلطة من حكومة تصريف الأعمال المؤقتة لتاكسين شيناواترا وألغى دستور تايلاند لعام 1997. أنشأ بعدها دستور مؤقت حدد من خلاله عملية صياغة دستور دائم.
بموجب الدستور المؤقت حدتت مجموعة من التعليمات التالية :
- يحظر على 100 عضو في لجنة الحقوق المدنية أن يكونوا أعضاء حاليين في حزب سياسي أو ينتمون إليه خلال السنتين السابقتين (المادة 19)
- يوضح تصويت الأقران من 2000 عضو من الجمعية التشريعية الوطنية لانتخاب 200 مرشح للجنة. يمكن لكل عضو من 2000 عضو من الجمعية التشريعية الوطنية التصويت لما لا يزيد عن ثلاثة أعضاء، وسوف يفوز المرشحون بأكثر الأصوات. في حالة الأصوات المتعادلة، والتي ينتج عنها أكثر من 200 فائز، سيتم تحديد الفائزين عن طريق السحب. يجب أن يكتمل تصويت النظراء خلال سبعة أيام (المادة 22).
- يمنح مجلس الإنماء والإعمار سلطة اختيار 100 من المرشحين البالغ عددهم 200 مرشح للحصول على موافقة ملكية (البند 22).
- يفوض مجلس الأمن القومي بتعيين 100 عضو للمؤتمر الدستوري إذا لم تكمل الجمعية التشريعية الوطنية اختيارها خلال 7 أيام (الفقرة 23)
- يمكّن لأعضاء لجنة تنسيق المؤتمر الدستوري المئة تعيين 25 عضوًا في لجنة تأسيسية لا يكونون أعضاء في لجنة التنسيق. في حين يقوم مجلس الإنماء والإعمار بتعيين 10 أعضاء آخرين. (المادة 25)
- تجير اللجنة التأسيسية على توضيح الفروق بين مشروعها ودستور 1997. إجبار اللجنة على تقديم المشاريع إلى الهيئات العامة والجامعات الرئيسية. إجبار اللجنة على تعزيز وعقد جلسات استماع علنية (الفقرة 26).
- يسمح لنصف أعضاء الجمعية التشريعية الوطنية بتقديم تعديلات على الدستور (المادة 27)
- يمنح اللجنة التأسيسية 30 يومًا لتجميع الملاحظات والتعديلات وكتابة تقرير يوضح سبب قبول أو رفض هذه التعديلات. يتم تقديم التقرير إلى اللجنة لمراجعته بالإضافة إلى الدستور للموافقة عليه. تتطلب التعديلات الإضافية تصويت 3/5 على عضوية اللجنة (المادة 28)
- يحدد الموعد النهائي في مدة 180 يومًا لاستكمال صياغة الميثاق قبل تنظيم الاستفتاء على الميثاق الجديد خلال 30 يومًا. تتم إدارة الاستفتاء بواسطة لجنة التنسيق (المادة 29)
- يحدد الموعد النهائي في مدة 45 يومًا لصياغة القوانين العضوية ويمنع أعضاء مجلس الإنماء والإعمار وأعضاء الرابطة الوطنية والمشاركين في كتابة الميثاق من خوض الانتخابات العامة وسباق مجلس الشيوخ لمدة عامين (المادة 30)
- يسمح لمجلس الإنماء والإعمار ومجلس الوزراء، برئاسة رئيس مجلس الإنماء والإعمار، باختيار أي دستور سابق ومراجعته للاستخدام إذا لم تتم الموافقة على مسودة اللجنة التأسيسية عن طريق استفتاء عام أو لم توافق اللجنة على الدستور (المادة 32)

## انتقاد الصياغة
أثارت عملية صياغة الدستور انتقادات قوية. شملت المادتين 19 و 21 و22 و 24 بالإضافة إلى عدم وجود ضوابط لمنع أعضاء مجلس الإنماء والإعمار أو لجانه من الترشح في الانتخابات المقبلة. خيث يخظر ذلك فقط على رئيس مجلس الإنماء والإعمار بموجب المادة 30 من الميثاق. كما شمل الانتقاد ما ذكره الدستور المؤقت الذي يتيح استخدام ميثاق قديم إذا لم تكتمل صياغة دستور دائم بحلول الموعد النهائي الذي حدده مجلس الإنماء والإعمار. في غياب للميثاق المحدد مما يتيح لمجلس الإنماء والإعمار ومجلس الوزراء اختيار أيًا من المواثيق الـ 16 السابقة في تايلاند لاستخدامها. في المقابل دعا العديد من النقاد إلى استخدام دستور 1997.